# Segovci
Koordinaten: 46° 42′ N, 15° 55′ O
Segovci (Deutsch: Sögersdorf) ist ein Ortsteil der Gemeinde Apače (Abstall) in der slowenischen Großregion Štajerska (Untersteiermark). Segovci besteht selbst aus den Teilen Klein- und Großsögersdorf. Die bis zum Zweiten Weltkrieg hier ansässige überwiegend deutschsprachige Bevölkerung wurde 1945/46 vertrieben. Der Ortsteil liegt am Grenzfluss zu Österreich, der Mur; unbewohnte Gebietsteile Sögersdorfs jenseits des Flusses kamen durch die Grenzziehung 1918 zum Gemeindegebiet von Dietzen, Teil der steirischen Marktgemeinde Halbenrain und bilden die Katastralgemeinde Sögersdorf.